# Новая Одесса (Харьковская область)
Новая Одесса (укр. Нова Одеса) — село,
Козиевский сельский совет,
Краснокутский район,
Харьковская область, Украина.
Село присоединено к селу Козиевка в ? году

## Географическое положение
Село Новая Одесса находится у истоков небольшой пересыхающей речушки Городенька на которой сделано несколько запруд и которая через 5 км впадает в реку Мерла.
К селу примыкает большой лесной массив (дуб).

## Происхождение названия
На Украине есть город с названием Новая Одесса.